# Dagi (gouverneur)
 (janvier 2023).
Ne doit pas être confondu avec Dagi (vizir).
Dagi est un fonctionnaire local égyptien vivant à la Première Période intermédiaire. D'après ses titres sur les objets retrouvés, il est très probable qu'il était gouverneur local à Qûs, une ville de Haute-Égypte.
Dagi est principalement connu par la stèle de Hetepi, qui était son père. Sur cette stèle, Dagi porte les titres d'« Ami unique » et d'« Inspecteur des prêtres ». Ce dernier titre indique qu'il était une autorité locale principale. D'autres sources nous apprennent que ces prêtres locaux avaient également des responsabilités au-delà des questions religieuses. Ils étaient en fait des gouverneurs locaux. La stèle de son père Hetepi se trouve aujourd'hui au Musée archéologique national de Florence ; elle a été achetée par Ernesto Schiaparelli en 1884/1885. Des recherches ultérieures ont montré que la stèle provient très probablement de Naqada où il y avait un cimetière de la Première Période intermédiaire qui desservait Qûs. Dagi pourrait également être mentionné sur la stèle du surveillant des vêtements Hasi, qui disait avoir servi le surveillant des prêtres Dagi.